# Gletscherhorn (Lauterbrunnen)
Gletscherhorn är en bergstopp i Schweiz.   Den ligger i distriktet Goms och kantonen Valais, i den centrala delen av landet, 60 km sydost om huvudstaden Bern. Toppen på Gletscherhorn är 3 983 meter över havet, eller 674 meter över den omgivande terrängen. Bredden vid basen är 6,9 km.
Terrängen runt Gletscherhorn är huvudsakligen mycket bergig. Närmaste större samhälle är Grindelwald, 13,4 km norr om Gletscherhorn. 
Trakten runt Gletscherhorn är permanent täckt av is och snö. Runt Gletscherhorn är det ganska tätbefolkat, med 100 invånare per kvadratkilometer.